# Borna Fadljević
Borna Fadljević (Zagreb) hrvatski je televizijski i filmski glumac.

## Filmografija

### Televizijske uloge
- "Počivali u miru" kao unuk (2015.)
- "Novine" kao Luka Mladenović (2016. – 2020.)
- "Drugo ime ljubavi" kao Petar Batinić (2019. – 2021.)
- "Oblak u službi zakona" kao Ratko Oblak (2022.)

### Filmske uloge
- "Lieber Augustin" kao dečko (2018.)
- "Smrt bijela kost" (2018.)
- "Duboki rezovi" kao Marko (2018.)

## Vanjske poveznice
- Borna Fadljević u internetskoj bazi filmova IMDb-u (engl.)